# Raya (Berastagi)
Raya is een bestuurslaag in het regentschap Karo van de provincie Noord-Sumatra, Indonesië. Raya telt 5077 inwoners (volkstelling 2010).